# Catalina Sandino Moreno
Catalina Sandino Moreno, född 19 april 1981 i Bogotá, är en colombiansk skådespelare.
Catalina Sandino Morenos första filmroll var huvudrollen i Maria Full of Grace (2004). För rollen nominerades hon till en Oscar i kategorin Bästa kvinnliga huvudroll och vann Silverbjörnen för bästa kvinnliga skådespelare vid Filmfestivalen i Berlin. Därefter har hon bland annat spelat i Steven Soderberghs filmer om Che Guevara: Che - Argentinaren och Che - Gerillaledaren (2008) samt i TV-serien The Bridge som är en amerikansk nyinspelning av den svensk-danska kriminalserien Bron.

## Filmografi (i urval)
- 2004 – Maria Full of Grace
- 2006 – Paris, je t'aime
- 2006 – The Hottest State
- 2006 – Fast Food Nation
- 2007 – Kärlek i kolerans tid
- 2008 – Che - Argentinaren
- 2008 – Che - Gerillaledaren
- 2013 – The Bridge (TV-serie)
- 2014 – A Most Violent Year
- 2015 – Falling Skies (TV-serie)
- 2015–2019 – The Affair (TV-serie)
- 2025 – From the World of John Wick: Ballerina
- 2025 – RIP